# Газорідинна конверсія (хімічна технологія)
GTL (англ. Gas-to-liquids — газ в рідину) (укр. Газорідинна конверсія. ГРК) — процес перетворення природного газу в високоякісні, знесірчені моторні палива та, за необхідності, інші, більш важкі, вуглеводневі продукти. Випереджаючий розвиток подібних технологій допоможе з меншими втратами подолати зниження видобутку невідновлювальної традиційної нафти (так званий пік нафти).

## Опис
Процес GTL підрозділяється на такі фази: Виробництво синтез-газу (H2 + CO) з очищеного від сірки природного газу шляхом з'єднання кисню з вуглецем.
Перетворення синтез-газу в синтетичну сиру нафту.
Очищення синтетичних моторних палив та інших продуктів.
Зазвичай процеси GTL класифікують за реакцією, за допомогою якої отримують насичені вуглеводні з синтез-газу: через синтез метанолу, або варіанти методу Фішера — Тропша (наприклад, низько- і високотемпературні). У той же час ця реакція являє собою лише малу частину загального GTL процесу.
У ситуації, коли натуральний газ дешевший ніж сира нафта (за еквівалент бареля), GTL може мати економічні переваги при отриманні легких нафтопродуктів.
Незважаючи на об'єктивну необхідність розвитку GTL, існує кілька проблем для будь-якої технології одержання синтетичних палив (в тому числі CTL): висока технічна складність переробки, висока капітальна вартість комплексів з переробки (100—200 тисяч доларів на встановлену потужність в 1 барель / день), інвестиційні ризики (фінансові та технологічні). Також розвиток технологій стримує ефект Hiatus (потрібні безперервні розробки протягом близько 20 років для зменшення технологічних ризиків і зниження вартості технології).